# Eurocoelotes karlinskii
Eurocoelotes karlinskii is een spinnensoort in de taxonomische indeling van de nachtkaardespinnen (Amaurobiidae).
Het dier behoort tot het geslacht Eurocoelotes. De wetenschappelijke naam van de soort werd voor het eerst geldig gepubliceerd in 1906 door Wladislaus Kulczynski.